# Gmina Papër
Gmina Papër (alb. Komuna Papër) – gmina  położona w środkowej części Albanii. Administracyjnie należy do okręgu Elbasan w obwodzie Elbasan. W 2011 roku populacja gminy wynosiła 6348, w tym 3162 kobiety oraz 3186 mężczyzn, z czego Albańczycy stanowili 80,28% mieszkańców.
W skład gminy wchodzi trzynaście miejscowości: Balldreu, Bizhuta, Broshka, Jateshi, Lugaj, Murrasi, Pajuni, Papër, Papër-Sallaku, Ullishta, Valasi, Vidhasi, Vidhas-Hasgjeli.